# Échétos
Dans la mythologie grecque, Échétos (en grec ancien Ἔχετος / Échetos) est un roi d'Épire réputé très cruel.

## Mythe
Échétos est réputé capable d'odieusement mutiler ses victimes, notamment en leur coupant le nez, les oreilles, les parties génitales, et en les donnant à manger à ses chiens. C'est le traitement qu'il fait subir à Aichmodicos, amant de sa fille Métope (ou Amphissa). Quant à sa propre fille, il l'aveugle en lui enfonçant dans les yeux des aiguilles de bronze. Il l'enferme par la suite dans une tour et lui ordonne de moudre du bronze (de l'airain), en lui promettant de lui rendre la vue si elle parvient à en faire de la farine d'orge.
Dans l’Odyssée, Antinoos, un prétendant de Pénélope, menace le mendiant Iros de le livrer à Échétos, « fléau des mortels », pour qu'il lui mutile le visage et les parties génitales. 

### Sources antiques
- Lysippe d'Épire (ca), Catalogue des Impies.
- Homère, Odyssée [détail des éditions] [lire en ligne], XVIII, 85-87 et 116 ; XXI, 308.
- Scholie à Apollonios de Rhodes, Argonautiques [détail des éditions] [lire en ligne], IV, 1093.